# 소보권
제 후폐제 동혼후 소보권(齊 後廢帝 東昏侯 蕭寶卷, 483년 ~ 501년)은 중국 남북조시대 남제의 제6대 황제이다. 묘호와 시호는 폐위되었기 때문에 없고, 사후에 동혼후(東昏侯)로 격하되었다.
본명은 명현(明賢)이나 명제(明帝)의 정치를 보좌하게 된 뒤부터 보권(寶卷)으로 개명하였다.

## 생애
494년 황태자가 되었다. 498년에 즉위해 세금을 가혹하게 걷고 간신배와 측근들을 가까이하면서 대신인 서효사(徐孝嗣)와 심문계(沈文季), 심소략(沈昭略) 등을 죽였다.
이런 폭정 때문에 민심은 이반되고 국세는 나날이 기울었으며 당시 전쟁이 빈번하게 일어나 군량은 바닥을 보이고, 덩달아 세금은 가중되었으며 대규모 토목 공사를 벌여 생활은 사치했고, 황음으로 날을 지새웠다.
이에 옹주자사 소연이 병사를 일으켜 건강을 포위하자 수비장군 장직(張稷)이 내부에서 호응하여 성은 함락되었고 결국 살해당했다. 사후 화제가 즉위하자 동혼후에 추봉되었다.

## 가족

### 비
- 반옥노

## 기년
| 동혼후      | 원년            | 2년        | 3년        |
| ----------- | --------------- | ---------- | ---------- |
| 서력 (西曆) | 499년           | 500년      | 501년      |
| 간지 (干支) | 기묘(己卯)      | 경진(庚辰) | 신사(申巳) |
| 연호 (年號) | 영원(永元) 원년 | 2년        | 3년        |